# Pismo chińskie
Pismo chińskie (chiń. hànzì, jap. kanji, kor. hancha, wiet. hán tự) – sylabowe pismo logograficzne (ideograficzno-fonetyczne), stworzone najwcześniej 8 tys. lat temu, a najpóźniej 4,5 tys. lat temu w Chinach, zaadaptowane do zapisu innych języków Azji Wschodniej, obecnie przede wszystkim japońskiego.
Pismo chińskie składa się ze znaków, które w językach chińskich na ogół odpowiadają poszczególnym sylabom, dlatego nazywa się je także pismem logosylabowym lub monosylabowym. Przeważająca większość znaków ma również odrębne znaczenie jako wyraz (słowo) lub morfem. Lekcja każdego z nich może się bardzo różnić w zależności od dialektu lub języka użytkownika, jednak jego znaczenie pozostaje na ogół niezmienne. Na przykład znak „człowiek” – 人, może być odczytany jako rén (mand.), yan⁴ (kant.), jîn, lîn, lâng (minnan), hito, jin, nin (jap.), in (kor.) albo nhân (wietn.).
Pismo chińskie jest systemem otwartym, co oznacza, że ciągle powstają nowe znaki. W XX wieku wymyślono np. odrębne znaki dla pierwiastków chemicznych. System jest pozbawiony jednego, uznawanego powszechnie uporządkowania, którym cechują się alfabety (np. od Α do Ω), dlatego spotykane czasem określenie „alfabet chiński” jest nieścisłe, chyba że chodzi o bopomofo.
Chińskie pismo jest również systemem złożonym, w którym znak z reprezentowanym słowem może łączyć zasada semantyczna, fonetyczna, albo obie naraz. Dlatego nazywanie go pismem ideograficznym lub pismem obrazkowym jest również nieporozumieniem.
Najobszerniejszy chiński słownik – Słownik Wariantów Znakowych (異體字字典 yìtǐzì zìdiǎn) – zawiera 106 330 znaków. 3500 najczęściej używanych znaków stanowi objętościowo 99,48% współczesnych tekstów. Kampania wyplenienia analfabetyzmu zakładała, że rolnicy powinni znać 1500 najczęstszych znaków, a pracownicy miast, przedsiębiorstw i innych instytucji 2000 znaków. Cele dla obu grup społecznych zostały wyznaczone w myśl wypowiedzi Mao Zedonga, któremu są przypisywane słowa: "Każdy musi znać od 1500 do 2000 znaków". Pismo obejmuje również własny system cyfr oraz pozwala na sinizację nazw obcych na zasadzie m.in. podobieństwa fonetycznego.

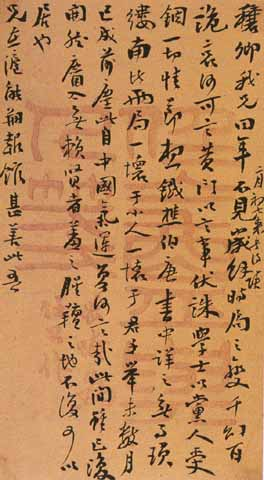
Umiejętność kaligrafowania łączyła kiedyś i fascynowała wszystkich wykształconych Chińczyków. Ten tekst kaligrafował Liang Qichao, jeden z najbardziej wpływowych intelektualistów pierwszej połowy XX wieku.

Poczynając od końca lat 50. XX w. w Chinach Ludowych ok. 50% znaków zostało uproszczonych, co miało ułatwić ich naukę i przyczynić się do likwidacji analfabetyzmu. Uproszczone pismo chińskie przerwało jednak ewolucyjną ciągłość wielu znaków. Dobrze wykształceni ludzie nadal uczą się pisma tradycyjnego, które mimo reformy pełni w ChRL funkcję reprezentacyjną i jest używane na wizytówkach, szyldach, w malarstwie i kaligrafii.
Ze względu na wielki szacunek, jakim otaczano w cesarskich Chinach zapisany papier i osoby posługujące się pismem, znaki pisma chińskiego na Zachodzie bywają – analogicznie do najstarszej formy pisma egipskiego – nazywane hieroglifami (święte znaki). We Francji jest używana nazwa „sinogramy” (sinogrammes – znaki chińskie).

## Etymologia i rodzaje znaków
Pismo chińskie jest systemem złożonym, tzn. występują w nim znaki, które z reprezentowanym wyrazem łączy znaczenie (zasada semantyczna), wymowa (zasada fonetyczna), albo znaczenie i wymowa jednocześnie. Relacje te opisał już na początku II w. n.e. Xu Shen, autor słownika etymologicznego Shuowen Jiezi wydanego w 121 r. Wyróżnił on sześć kategorii znaków: piktogramy, ideogramy, znaki złożone, piktofonogramy, pomyłki i zapożyczenia fonetyczne (patrz niżej).
Chociaż piktogramy i ideogramy są uważane za pierwsze chronologicznie, stanowią one dziś nie więcej niż 5% znaków. Przeszło 95% znaków to złożenia czysto semantyczne bądź semantyczno-fonetyczne. Określanie pisma chińskiego jako wyłącznie ideograficznego to częsty błąd, pojawiający się w wielu opracowaniach encyklopedycznych, wynikający z niewielkiej wiedzy redaktorów zachodnich nt. pisma chińskiego.
Podział Xu Shena obowiązuje do dziś, aczkolwiek można go uzupełnić. Wyróżnia się następujące rodzaje znaków:
- znaki powstałe w oparciu o zasadę semantyczną – są czasem nazywane ideogramami, co jest nieprecyzyjne, bo można wśród nich wyróżnić trzy podgrupy:
  - piktogramy (象形字 xiàngxíngzì) – w umowny sposób przedstawiające obiekty i zjawiska świata fizycznego (np. 人 człowiek, 子 dziecko, 口 usta, 日 słońce, 山 góra, 川 rzeka, 豖 świnia, 目 oko, 心 serce, 雨 deszcz, 田 pole, 木 drzewo, 龜 żółw);
  - ideogramy (指事字, zhǐshìzì) – w umowny sposób przedstawiające idee i pojęcia abstrakcyjne (一 jeden, 二 dwa, 三 trzy, 上 góra, 下 dół, 中 środek, 凸 wypukły, 凹 wklęsły, 力 siła (pług));
  - znaki złożone (會意字, huìyìzì) – powstałe z dwóch, trzech, a nawet czterech innych znaków prostych:

„kobieta i dziecko” 好 dobry, dobrze;
„kobieta pod dachem” 安 spokój, cisza, pokój;
„słońce i księżyc” 明 jasny, dynastia Ming;
„świnia pod dachem” 家 dom, rodzina;
„pole i serce” 思 myśl, myśleć;
„krowa pod dachem” 牢 zagroda, więzienie;
„deszcz i pole” 雷 błyskawica;
„pole i siła” 男 mężczyzna;
„strzała, dzida i butelka” 醫 medycyna.

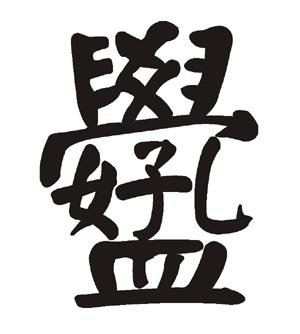
Kaligraficzny rebus, w którym autor z kilku znaków zrobił jeden. Biorąc za środek znak 子, można go przeczytać zgodnie z ruchem wskazówek zegara jako „孔孟好學” (Dobrze jest studiować [nauki] Konfucjusza i Mencjusza).

- znaki używane w oparciu o zasadę fonetyczną wywodzą się m.in. z pierwszej grupy, ale w nowym użyciu nie mają nic wspólnego z pierwotnie reprezentowanym pojęciem; można je podzielić na dwie podgrupy:
  - zapożyczenia fonetyczne wewnątrz pisma chińskiego (假借字, jiǎjièzì) – na wczesnym etapie jego rozwoju problem tworzenia nowych znaków, szczególnie dla pojęć abstrakcyjnych, rozwiązywano dzięki homofonii; na przykład, homofonem rzeczownika „słoń”（象, xiàng) był czasownik/przymiotnik „podobny do” co spowodowało, że zaczęto używać znaku 象 także w tym drugim znaczeniu; dziś zapisywane jest ono piktofonogramem z kluczem „człowiek” 像; pamiątką po tym zapożyczeniu pozostaje rozszerzone pole semantyczne znaku 象, który dziś oznacza nie tylko „słonia”, ale także m.in. „kształt, formę, wygląd”; zjawisko zapożyczeń fonetycznych występuje nadal m.in. w przypadku wulgaryzmów, które w piśmie chińskim są tabu; np. znak 鸟 (niǎo, ptak) jest używany jako zamiennik dla 屌 (diǎo), który jest wulgarnym określeniem członka;
  - kalki fonetyczne z języków obcych – w tym przypadku za pomocą jednego lub kilku znaków próbuje się przybliżyć użytkownikowi chińskiego pisma wymowę obcego wyrazu, nazwiska itd.; w przeszłości zapożyczeń na tej zasadzie dokonywano m.in. z sanskrytu (w związku z importem buddyzmu do Chin), dziś głównie z angielskiego; znaczenia pojedynczych znaków są na ogół pomijane; patrz też: Transkrypcja na chiński;
- piktofonogramy (形聲字, xíngshēngzì) – złożenia, w których jeden element pełni funkcję semantyczną (podpowiada znaczenie), a drugi fonetyczną (podpowiada wymowę); pojawiły się już za czasów dynastii Shang, a obecnie to największa i najszybciej rozwijająca się grupa, stanowiąca około 70% używanych na co dzień znaków; jej istnienie sprawia, że nie można pisma chińskiego w całości zaklasyfikować jako pisma obrazkowego;
  - przykładowy wspólny element semantyczny: rozpatrzmy znaki zawierające ideogram 土 (ziemia), jako element semantyczny: 地 ziemia, miejsce, grunt; 壇 ołtarz; 境 granica, terytorium; 塘 staw, zbiornik wodny, cysterna; 墓 grób, grobowiec
  - przykładowy wspólny element fonetyczny: dla porównania znak 平 (píng; równy, spokojny) pełni funkcję fonetyczną w identycznie wymawianych znakach: 評 (z kluczem „język, mowa”) sądzić, krytykować; 坪 (z kluczem „ziemia”) równina; 苹 (z kluczem „roślina”) jabłko, jabłoń (znak uproszczony); 鮃 (z kluczem „ryba”) podgatunek flądry (Chascanopsetta lugubris lugubris); 萍 (z kluczami „roślina” i „woda”) rzęsa (na wodzie); od początku element fonetyczny wskazywał jednak tylko przybliżone podobieństwo wymowy, a ewolucja fonologii języka chińskiego spowodowała, że znaki z tym samym elementem często obecnie różnią się znacznie w wymowie; np. seria znaków z elementem fonetycznym 工 gōng praca zawiera m.in. następujące znaki: 江 jiāng rzeka, 紅 hóng czerwony, 扛 káng nieść na ramieniu, 缸 gāng rodzaj naczynia, słój, 空 kōng pusty;

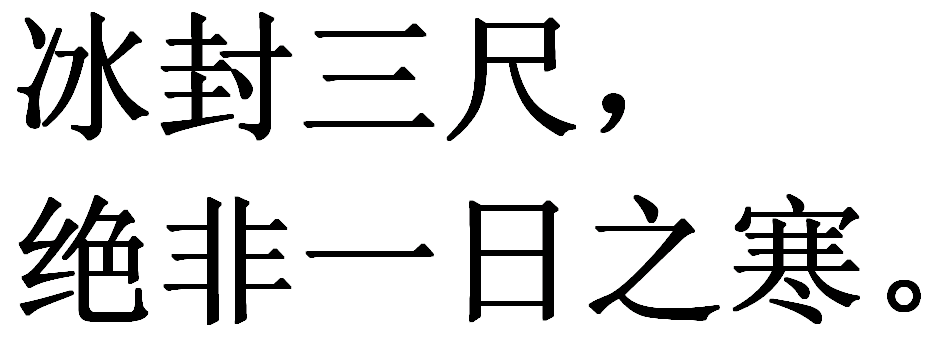
Chińskie przysłowie: „lód o grubości trzech stóp nie bierze się z jednego mroźnego dnia”

- znaki, które nie mieszczą się w powyższej typologii, to:
  - pomyłki (轉注字, Zhuǎnzhùzì) – znaki, które wyewoluowały na skutek pomyłek, określanych czasem jako dryf semantyczny lub fonetyczny; np. 考 (kǎo) „sprawdzać” oraz 老 (lǎo) „stary” pierwotnie były jednym znakiem, oznaczającym „starszą osobę”;
  - znaki zapożyczone spoza pisma chińskiego – kategoria rzadko wymieniana przez językoznawców chińskich; jest to wąska grupa, której najciekawszym przykładem jest 卍 (pinyin: wàn), indyjski symbol pomyślności, który przywędrował do Chin razem z buddyzmem; inne znaki zapożyczone pochodzić mogą ze starożytnych chińskich totemów i klanowych symboli identyfikacyjnych; w XX wieku dokonał się proces zapożyczenia m.in. cyfr arabskich i rozpoczął się proces zapożyczania do chińskiego liter alfabetu łacińskiego; zapoczątkował go Lu Xun, ojciec nowoczesnej literatury chińskiej i autor m.in. „Prawdziwej historii A Q” (阿Q正传), w której użył litery „Q” jako symbolu typowego Chińczyka, bo przypomina ona głowę z warkoczem; w dzisiejszym chińskim takie zapożyczenia nie są nagminne, ale jest ich całkiem sporo, np. 卡拉OK to po chińsku karaoke; K2峰 – szczyt K2; J.K.罗琳 – Joanne Rowling; proces ten rozpoczął się na zamerykanizowanym Tajwanie, ale łatwo przewidzieć, że wraz z upowszechnieniem się znajomości angielskiego w ludnej ChRL, zjawisko inkorporacji alfabetu łacińskiego do pisma chińskiego będzie się nasilać.

## Słowniki i uporządkowanie znaków
Ze względu na to, że liczba znaków jest teoretycznie nieograniczona, a różne słowniki zawierają od kilku do kilkudziesięciu tysięcy znaków, w piśmie chińskim – w przeciwieństwie do alfabetów – nie istnieje jedna metoda uszeregowania znaków. Współczesne słowniki chińskiego pisma są porządkowane najczęściej według zasady fonetycznej i zawierają skorowidze odwołujące się do innych zasad.
Można wyróżnić następujące metody porządkowania znaków:
- metoda fonetyczna – dziś większość słowników wydawanych w ChRL i na Zachodzie ułożona jest właśnie w oparciu o tę zasadę; odwołuje się ona do transkrypcji pinyin (dawniej Wade-Giles), a znaki ułożone są alfabetycznie według lekcji w języku mandaryńskim; w słownikach tajwańskich często jest stosowana kolejność chińskiego alfabetu bopomofo; w przypadku słowników kantońskiego stosuje się m.in. transkrypcję Yale; w przypadku japońskich słowników kanji znaki układane są alfabetycznie według ich wymowy w kanie, a w słownikach rosyjskich według zapisu w systemie Palladiusza; metoda fonetyczna ma jedną poważną wadę: żeby znaleźć znak, trzeba znać jego poprawną wymowę
- klucze – według niej najczęściej opracowuje się skorowidze, według których można wyszukać znak o nieznanej wymowie; znaki przypisuje się do tzw. kluczy, których na ogół wyróżnia się obecnie ok. 200; same klucze są uporządkowane według liczby kresek, podobnie jak znaki pod konkretnym kluczem
- liczba kresek – znaki układa się od liczących jedną kreskę (np. 一), potem dwie, trzy itd.; najbardziej skomplikowane liczą powyżej 50 kresek; ze względu na wielką liczbę współczesnych znaków metoda ta nie jest stosowana samodzielnie, lecz jako metoda pomocnicza
- kształt kresek – kreski porządkuje się od najprostszych do najbardziej skomplikowanych, a znaki układa według kształtu pierwszej lub dwu pierwszych kresek; pod każdą z takich kombinacji znaki porządkuje się według liczby kresek
- metoda czterech rogów – według kształtu pojedynczych kresek i złożeń do trzech kresek w czterech rogach konkretnego znaku; różnym elementom przypisano kody od 0 do 9, dlatego każdy znak można zakodować za pomocą czterech cyfr.

## Ortografia

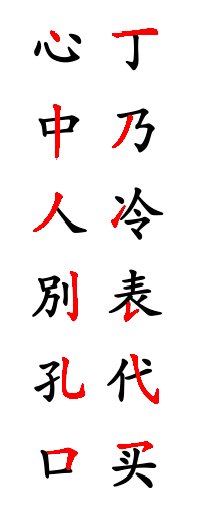
Obecnie wyróżnia się 12 podstawowych kresek

Ortografia pisma chińskiego obejmuje kształt oraz kolejność stawianych kresek, których wyróżnia się obecnie 12 rodzajów – od kropki do połączenia kreski poziomej i pionowej. Prawidłowo wykreślony znak powinien dać się wpisać w kwadrat. Chociaż niektóre rodzaje kresek mają kształt łuku, w piśmie chińskim – w przeciwieństwie do japońskiego czy koreańskiego – na ogół nie występują kształty okrągłe. Wyjątkiem mogą być ozdobne czcionki oraz pismo trawiaste.
W ostatniej, historycznej odmianie chińskiej pisma, tzw. wzorcowej, do studiowania zasad ortograficznych służył znak „Yong”. Wyróżniano wówczas osiem podstawowych kresek (patrz: pismo wzorcowe).
Zasady kreślenia znaków są następujące:
- od lewej do prawej;
- z góry na dół;
- od środka do zewnątrz.

Przestrzeganie tych zasad (nie są one bezwzględne) pozwala na stosunkowo łatwe napisanie poprawnie wyglądających znaków. Ich złamanie może mieć poważne konsekwencje m.in. dla:
- kaligrafii – znak wykreślony niepoprawnie jest określany jako brzydki;
- komunikacji – kreślenie znaków palcem po wewnętrznej stronie dłoni to sposób komunikacji między osobami, które nie znają standardowego mandaryńskiego, a potrafią pisać; za pomocą tej metody ludzie wykształceni pokazują sobie, o jakie pojęcie im chodzi;
- wprowadzania znaków do urządzeń elektronicznych – wiele modeli chińskich palmtopów czy elektronicznych słowników obsługuje się rysikiem dzięki systemowi odręcznego rozpoznawania pisma (OCR); programy do OCR można również zainstalować na PC i używać ich z tabliczką graficzną; chińskie programy OCR działają w oparciu o prawidłową kolejność i kierunek stawiania kresek i błędna pisownia może doprowadzić do rozpoznania innego znaku niż zamierzony;
- korzystania ze słowników – znajomość zasad ortograficznych pozwala przy napotkaniu nowego znaku obliczyć liczbę kresek, które się na niego składają, a liczba i kształt kresek to jedna z zasad, według których układa się słowniki.

## Interpunkcja i kierunek pisania
Do początków XX wieku nie używano znaków interpunkcyjnych, jednak sporadycznie już od wczesnej starożytności pojawiały się różne znaki oddzielające jednostki syntaktyczne. Od czasów dynastii Han uczeni opracowujący pisane już wówczas trudno zrozumiałym językiem teksty przedhanowskie stosowali niekiedy znaki interpunkcyjne, od których wywodzą się dzisiejsza chińska kropka (。) i przecinek używany przy wyliczeniach (、).
W dzisiejszym chińskim stosuje się znaki interpunkcyjne takie jak przecinek (，), kropka (。), kreska (－), znak zapytania (？), wykrzyknik (！) itd. Przy wyliczeniach stosuje się odrębny rodzaj przecinka (、). Nadal jednak nie stosuje się odstępów między wyrazami, dlatego prawidłowy podział tekstu w czasie czytania nastręcza wiele problemów osobom uczącym się chińskiego, bo współczesne wyrazy mogą się składać z dwu, trzech i więcej sylab (a więc i znaków).

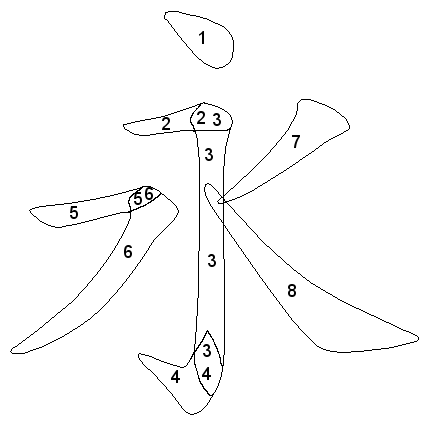
Prawidłowa kolejność stawiania kresek w znaku 永 (yong, wieczny) Patrz: Pismo wzorcowe.

Istnieją trzy sposoby grupowania znaków:
- „z góry na dół”, w kolumnach od prawa do lewa – tradycyjny sposób pisania, wywodzący się czasów przed wynalezieniem papieru, kiedy wykreślano znaki jeden pod drugim np. na bambusowych deszczułkach
- „poziomo od prawej do lewej” – tradycyjny, komplementarny do zapisu pionowego, najczęściej w ten sposób ułożone są napisy na tablicach w zabytkowych pałacach i świątyniach w miejscach, gdzie zapis pionowy wyglądałby nieestetycznie lub się nie mieścił, dziś stosunkowo rzadko spotykany; pojawia się niekiedy w napisach na pojazdach, umieszczanych tak, by napis czytało się od przodu pojazdu – z prawej strony pojazdu kolejność znaków jest od prawej do lewej, z lewej – od lewej do prawej;
- „poziomo od lewej do prawej” – analogiczny do stosowanego na Zachodzie; stosowany w przeważającej większości publikacji w ChRL, na Tajwanie i w Hongkongu spotykany równie często, jak tradycyjny zapis pionowy.

## Wymowa znaków
Wiele chińskich znaków nie odzwierciedla związku między reprezentowanym pojęciem a odpowiadającym mu słowem języka mówionego, dlatego wymowa rzadziej używanych znaków stanowi problem. W znakach piktofonetycznych związek ten mógł osłabnąć ze względu na ewolucję języka, toteż Chińczycy od dawna wymyślali różne metody notowania brzmienia znaków w słownikach:
- „duruo” （讀若/读若）– czyli czytaj jak, to najstarsza metoda przybliżania wymowy; do przybliżania wymowy rzadziej używanych znaków (A) używano znaków najpopularniejszych (B) według schematu: A czytaj jak B (A讀若B)
- „fanqie” (反切) – to ulepszenie metody duruo; polega ono na użyciu dwu znaków pomocniczych; z pierwszego bierze się nagłos wyjaśnianego znaku, a z drugiego wygłos (rym). Na przykład znak wschód (東, dong) możemy oddać jako połączenie znaków cnota (德, de) oraz czerwony (紅, hong). Całość zapisuje się jako 東德紅切.

Te metody długo wystarczały Chińczykom. W Japonii, gdzie przyjęto pismo chińskie do diametralnie odmiennego języka, do notowania wymowy znaków tworzono pomocnicze systemy pisma (patrz: man’yōgana), z których wyewoluowały dzisiejsze kana. W XX wieku stworzono w Chinach za przykładem Japończyków pomocniczy alfabet bopomofo. Dziś jest on jednak używany tylko na Tajwanie.
Pojawienie się Europejczyków i wynalazek alfabetu łacińskiego dostarczyły nowej metody notowania brzmienia znaków. W XX wieku największą popularność zdobyła brytyjska transkrypcja Wade’a-Gilesa, którą pod koniec lat 70. zaczęła wypierać chińska hanyu pinyin. Dziś pinyin jest stosowany m.in. w książkach dla dzieci. Dzięki niemu mali Chińczycy uczą się wymowy nowych znaków i oswajają z alfabetem łacińskim.

## Kaligrafia
- Osobny artykuł: Kaligrafia chińska.

Chińczycy zawsze przykładali wielką wagę do eleganckiego wyglądu pisma. Kaligrafia jest w Chinach traktowana na równi z innymi dziedzinami sztuki, a dzieła kaligraficzne cieszą się poważaniem i zainteresowaniem kolekcjonerów. Granice między kaligrafią, poezją i malarstwem często się zacierają. Bardzo popularna w chińskiej sztuce forma to wykaligrafowany wiersz na obrazie łączącym się z jego treścią. Razem z pismem przejęto z Chin zamiłowanie do kaligrafii także w Korei, Japonii i Wietnamie, gdzie wypracowano własne szkoły kaligraficzne.
Wyrazistość i elegancja znaków to niezmienne zasady kaligrafii. Zmieniały się natomiast techniki pisarskie.
- Najstarszym sposobem pisania było rycie znaków, na tzw. kościach wróżebnych, potem w kamieniu czy na bambusowych deszczułkach. Piękne pisanie ćwiczono wówczas na posypywanych piaskiem tabliczkach.
- Swoją kwadratową formę chińskie znaki zawdzięczają pisaniu na jedwabiu, bo tylko proste linie nie marszczą tej tkaniny.
- Po wynalezieniu papieru upowszechniła się metoda pisania tuszem, za pomocą pędzelka sporządzonego z bambusowego kijka i włosia.
- Dziś Chińczycy posługują się długopisami lub komputerami. Ta druga metoda jest o tyle niebezpieczna, że nie wymaga dokładnego pamiętania kształtu znaku, co najmłodszym pokoleniom grozi „kaligraficznym analfabetyzmem”.

W czasach dynastii Tang umiejętność kaligrafowania była kryterium przyjęcia do służby urzędniczej.

### Kaligrafowanie
O tym, że kaligrafię należy traktować jako dziedzinę twórczości artystycznej, zaświadczają wskazówki, które zawarł w swoim dziele Cai Yong (II w. n.e.):
Przed przystąpieniem do pisania należy przegnać z głowy wszelkie smutne myśli. Trzeba być w dobrym nastroju i czuć się swobodnym. Przed zaczęciem pisania należy przez pewien czas oddać się rozmyślaniom. Gdy umysł jest czymś zajęty, nie można dobrze pisać, nawet posługując się najlepszymi pędzelkami. Gdy umysł jest wypoczęty, ruch pędzelka jest swobodny i w ten sposób uzyskuje się wspaniałe znaki.
Gdy się pisze, trzeba, by każdy znak miał swój odrębny wygląd. Inaczej mówiąc, wygląd nakreślonego znaku winien pozwolić na poznanie uczuć, jakie on zawiera, myśli radosnych lub smutnych, które wzbudza. Czasem znak winien być jak ptak, który odlatuje. Czasem jak miecze krzyżujące się jak strzała w locie. Czasem jak burze grzmiące, jak groźnie pomrukujące wulkany, innym zaś razem jak przepływające chmury lub jak błyszczące gwiazdy. Wreszcie każdy ze znaków winien odzwierciedlać właściwą osobowość jakiegoś istnienia lub przedmiotu. Oto co można nazwać kaligrafią.
[...] Aby znaki były dobre, muszą one być naturalne. Kiedy chce się nakreślić linię pionową, trzeba rozpocząć od skierowania pędzelka lekko ku górze, a następnie pociągnąć kreskę ku dołowi. Gdy już dojdzie się do końca linii, trzeba znów trochę skierować pędzelek ku górze. Wedle tej zasady należy kreślić każdą linię. W ten sposób znaki zyskają siłę i wigor. Aby tak móc pisać, włosie pędzelka musi być niezwykle giętkie.
Cytat za: Mieczysław J. Künstler, Pismo Chińskie, PIW, Warszawa 1970, s. 148–150

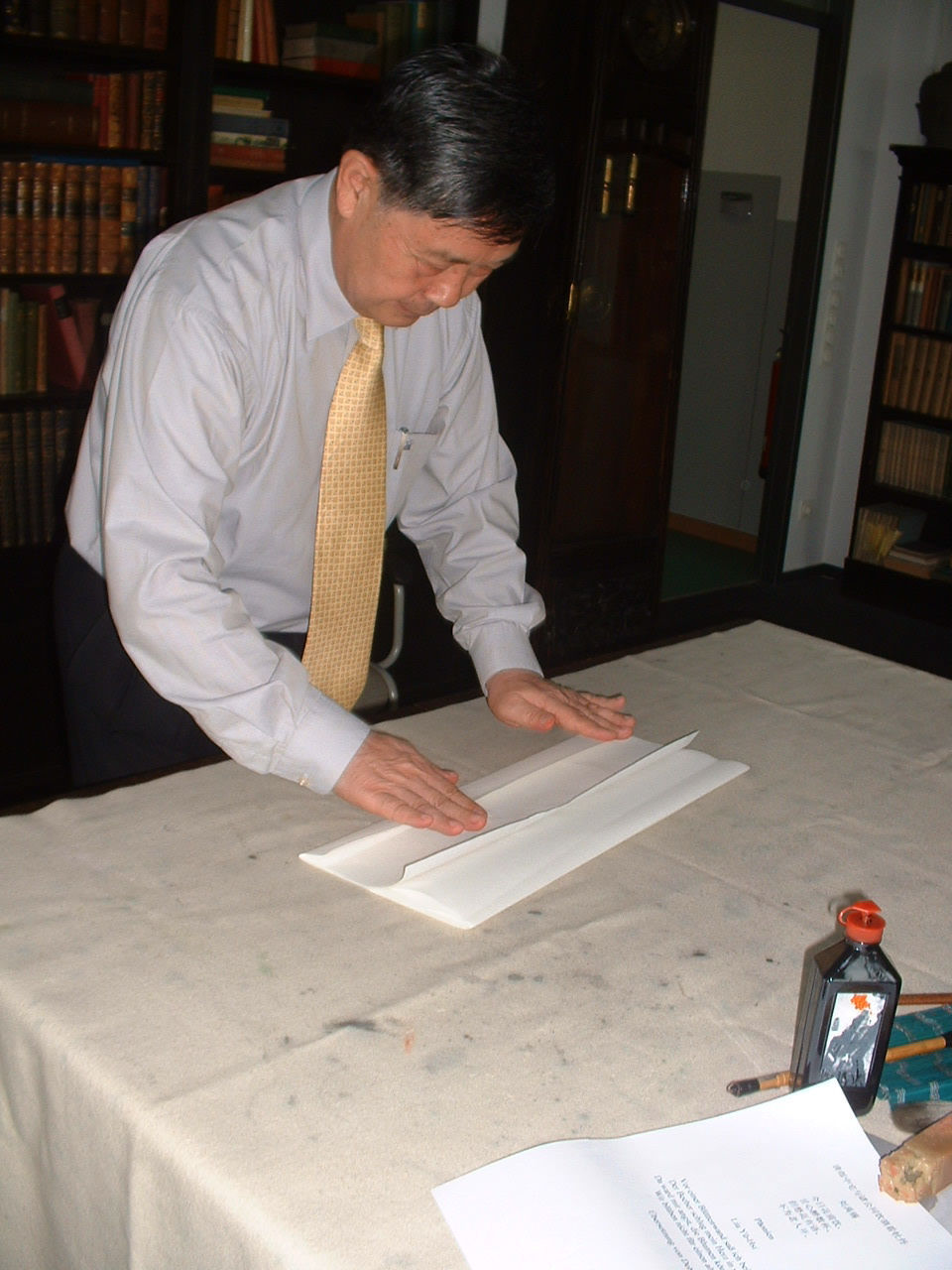
Rozwijanie papieru. W chińskiej kaligrafii używa się papieru cienkiego, chłonącego wodę.
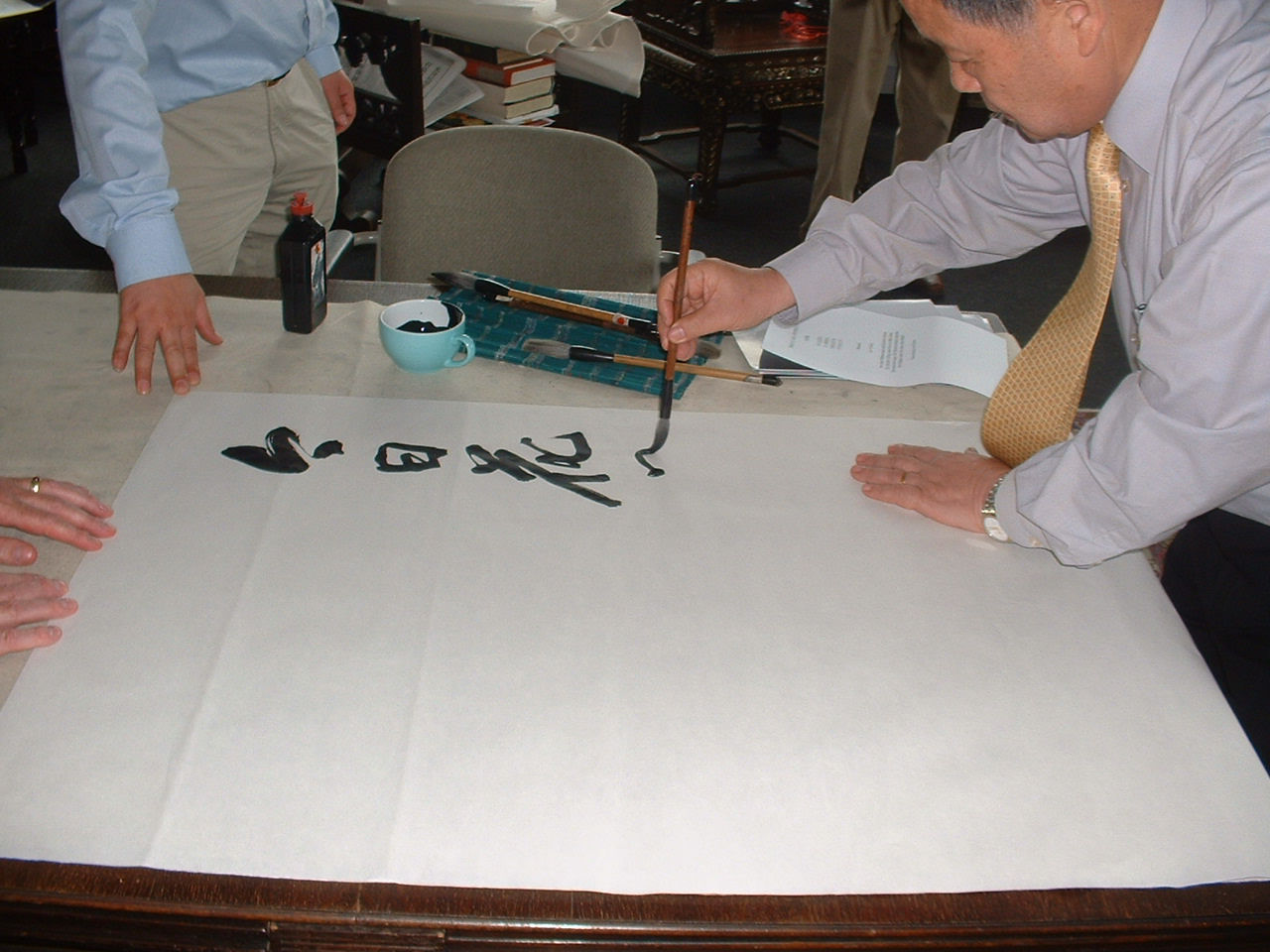
Kaligrafowanie. Pędzel powinien być prowadzony prostopadle do papieru.
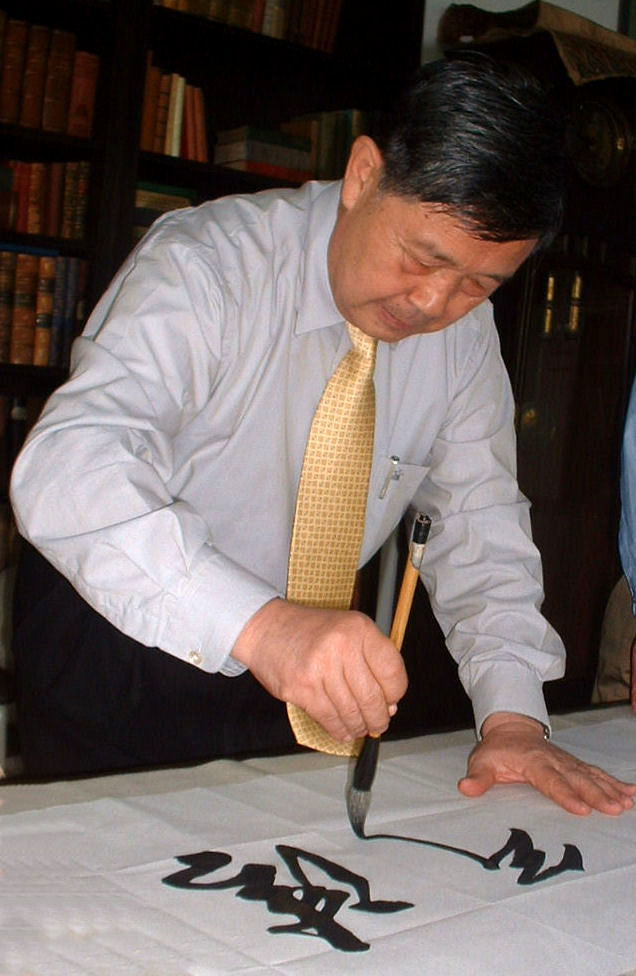
Mówi się, że dobry artysta pracuje całym ciałem i całą duszą.
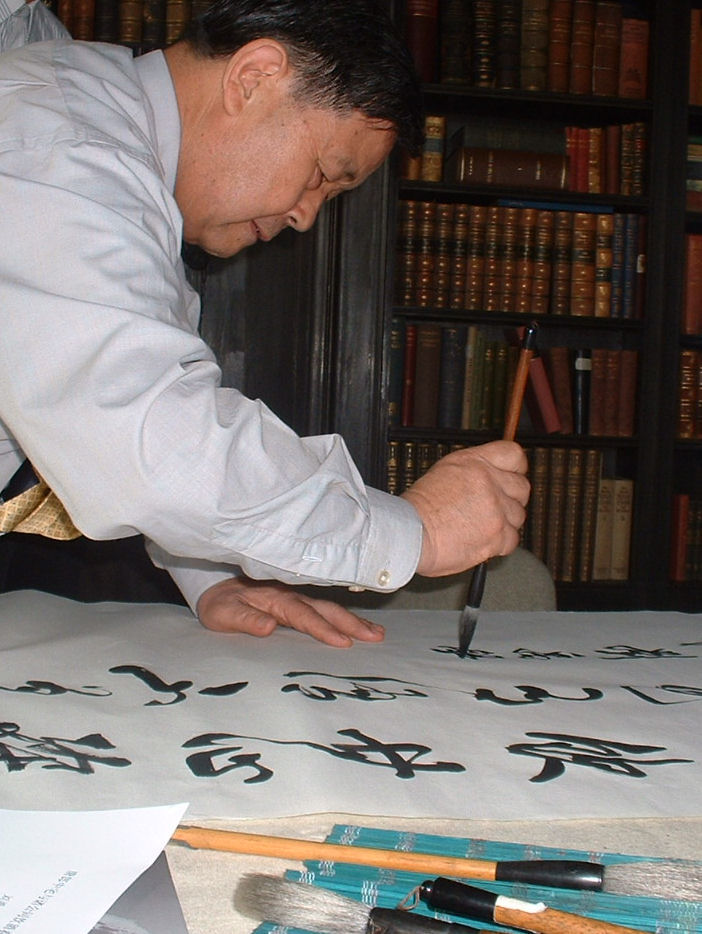
Tematem kaligrafii bardzo często jest poezja. Tym razem jest to wiersz z epoki Tang...
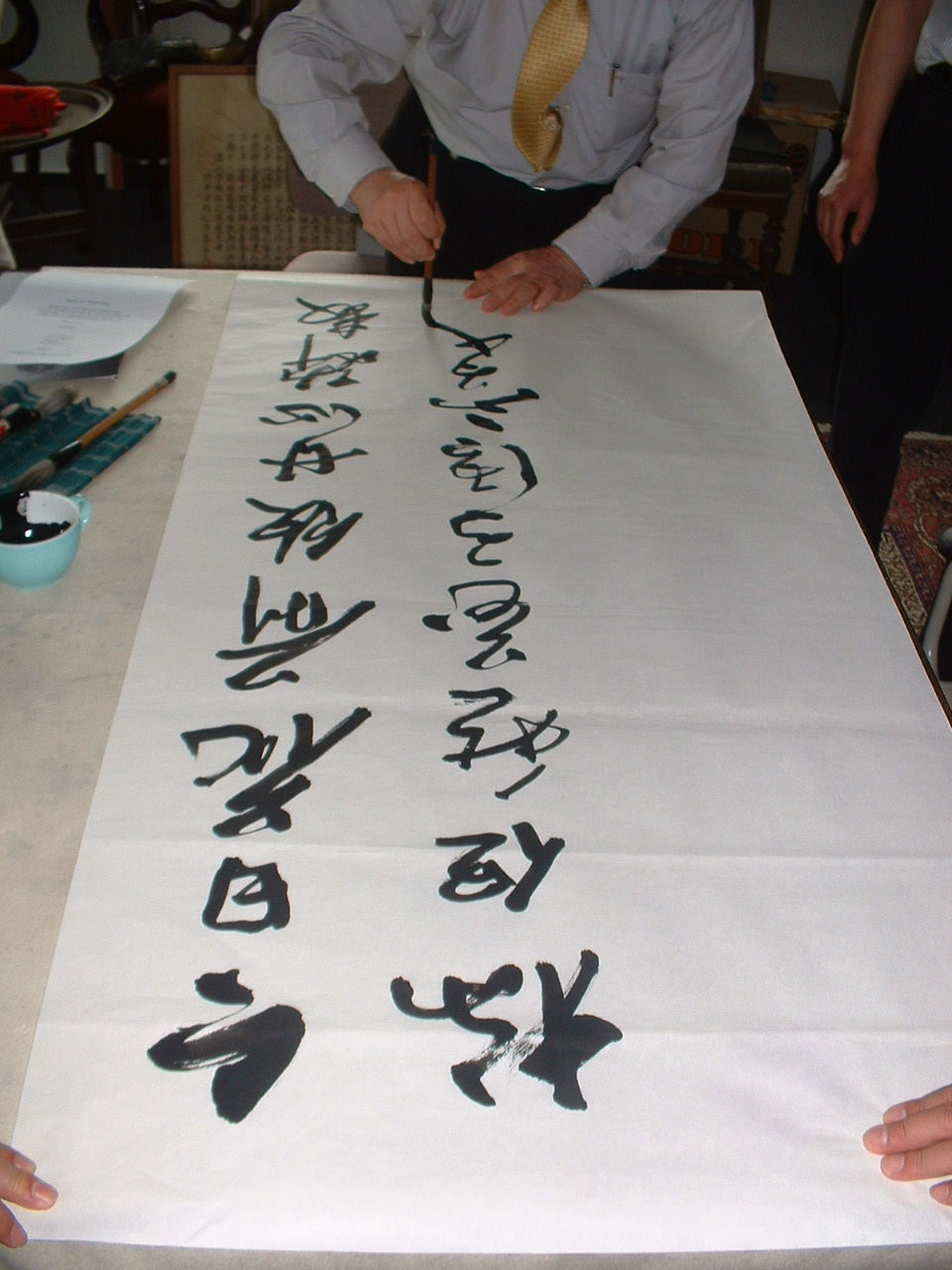
...opowiadający o wspólnym piciu wina i podziwianiu kwiatów peonii.
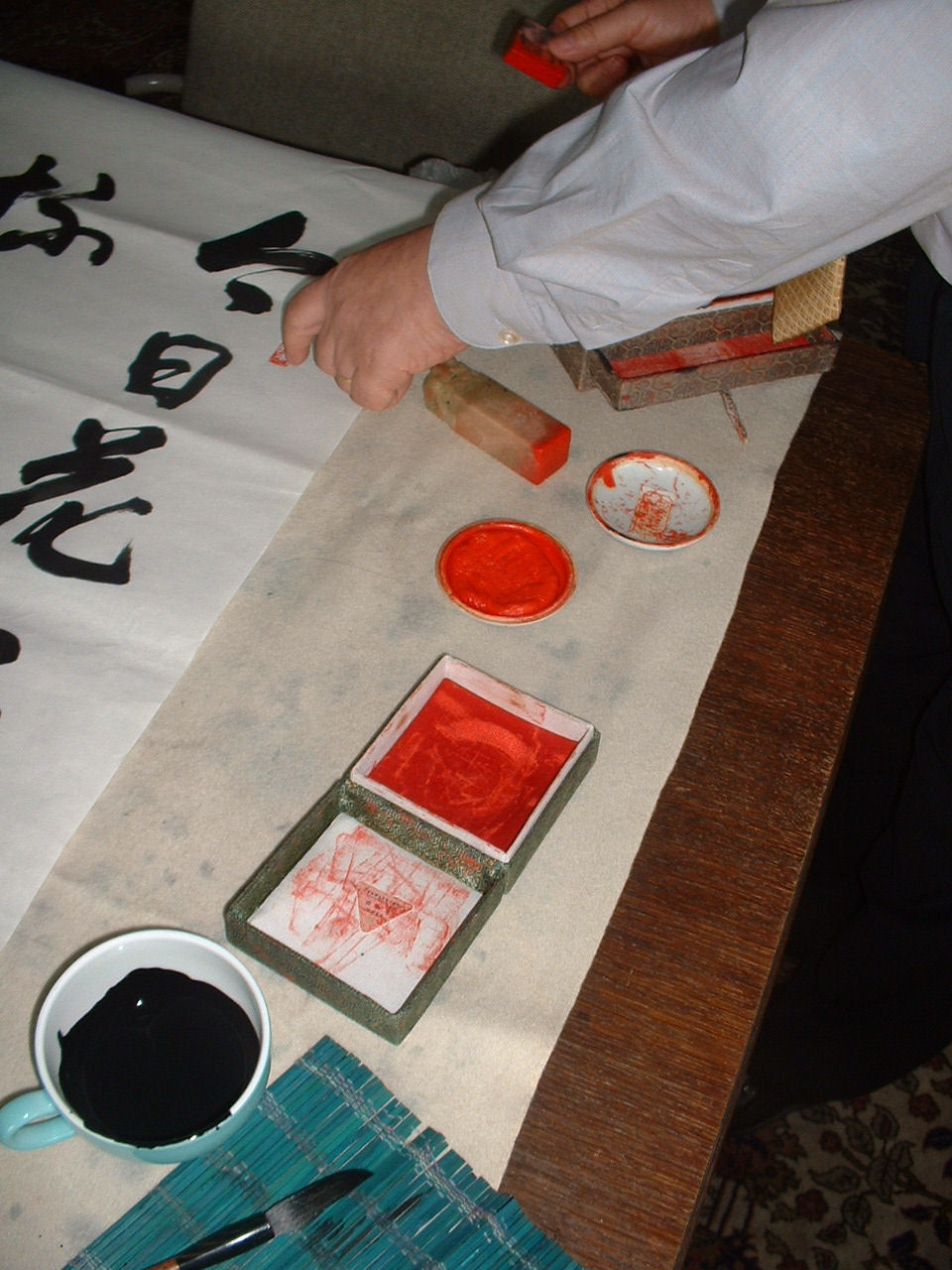
Czarny tusz do pędzla, czerwony – do pieczęci.
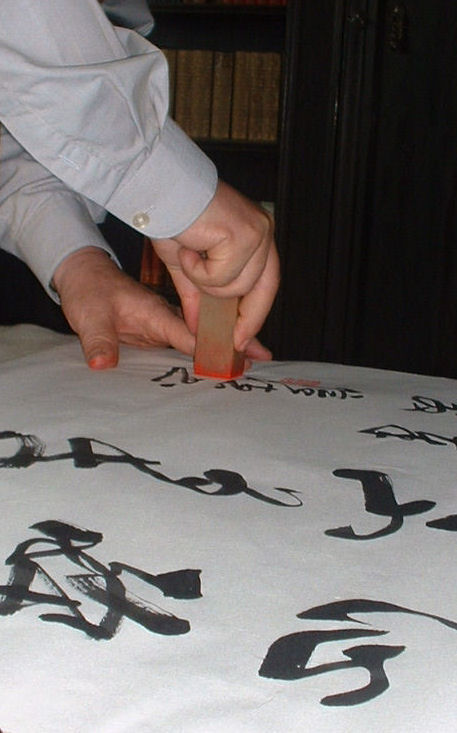
Jeszcze tylko przystawienie pieczęci autora...
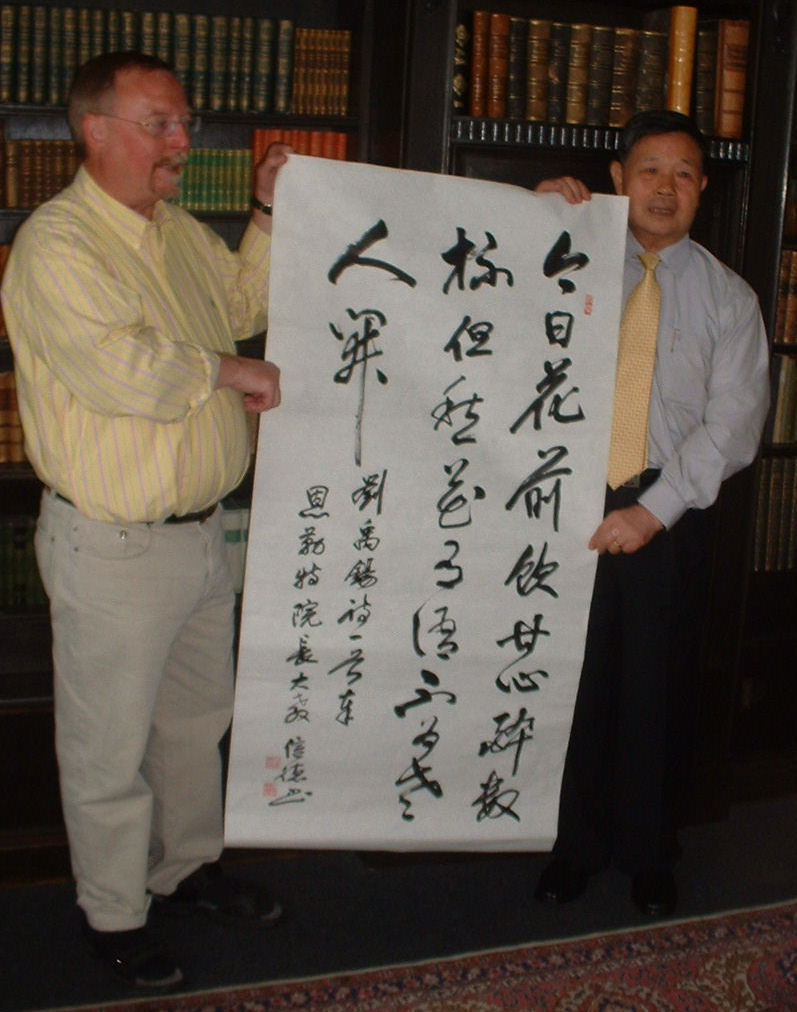
...i gotowe.

### Style kaligrafii
Wyróżnia się kilka klasycznych stylów kaligrafii, przy czym zasadniczo różnice między nimi sprowadzają się do
kształtu linii (kanciaste/krągłe, grube/cienkie) oraz stopnia abstrakcyjności znaku. Ten ostatni wyraża się zwykle przez prędkość pisania (efekt „zamaszystości”) i tendencję do pisania kształtów składających się z wielu kresek jednym pociągnięciem instrumentu piszącego. W skrajnych przypadkach piszący może jednym pociągnięciem napisać kształt zawierający nominalnie kilkanaście kresek.

### Najsłynniejsze dzieło kaligraficzne
Za najsłynniejsze chińskie dzieło kaligraficzne uchodzi Rękopis z Altany Orchidei stworzony przez Wang Xizhi w 353 r. Wiąże się z nim legenda z czasów dynastii Tang, kiedy w Chinach zapanowała moda na kolekcjonowanie antyków. Cesarz Taizong usłyszał, że ów rękopis posiada mnich Biancai, który twierdził jednak, że dzieło zaginęło w czasie wojen. Wysłany przez władcę uczony konfucjański Xiao Yi podstępem skłonił mnicha do pokazania Rękopisu, a następnie go ukradł, za co otrzymał awans w hierarchii urzędniczej. Mnich w ramach rekompensaty dostał dary i posiadłości. Cesarz Taizong nakazał wyrycie licznych kopii dzieła w kamieniu, a sam – według legendy – zabrał oryginał do grobu.

## Współczesne odmiany pisma chińskiego

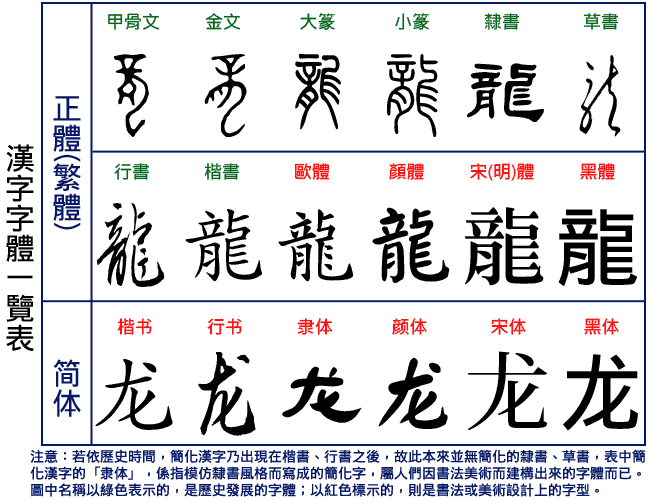
Formy znaku lóng (smok) w historycznych, kaligraficznych i typograficznych odmianach pisma chińskiego; dwa górne rzędy przedstawiają pismo tradycyjne; dolny – uproszczone.

Ważniejsze współcześnie używane odmiany to:
- tradycyjne pismo chińskie – składa się ze znaków używanych w praktycznie niezmienionej formie przez ostatnie ponad 2 tys. lat; ma status pisma urzędowego na Tajwanie, w Hongkongu i Makau
- uproszczone pismo chińskie – powstałe na skutek reformy zapoczątkowanej pod koniec lat 50. w ChRL; uproszczono ponad 50% znaków; jako pismo urzędowe jest używane także w Singapurze; jego rola systematycznie rośnie, bo znajomość pisma uproszczonego ułatwia mieszkańcom Hongkongu, Makau i Tajwanu robienie interesów na kontynencie
- kanji (japońskie) – chińskie znaki zaadaptowane na potrzeby języka japońskiego, używane obok japońskich sylabariuszy hiragana i katakana; wraz z adaptacją część znaków zmieniła znaczenie; ponadto obok lekcji chińskiej i japońskiej, mogą mieć one także lekcję sinojapońską, czyli wymowę chińską przybliżoną dla użytkownika języka japońskiego
- hancha (koreańskie) – chińskie znaki zaadaptowane na potrzeby języka koreańskiego, używane obok koreańskiego alfabetu hangul; adaptacja do zapisu koreańskiego wpłynęła na hancha w sposób analogiczny, jak to się stało w przypadku kanji.

## Ewolucja i historyczne odmiany pisma chińskiego
Według legendy pismo wynalazł Cangjie, urzędnik na dworze Żółtego cesarza. Według innej wersji pismo wynalazł Fuxi. W rzeczywistości proces jego powstawania mógł się już zacząć nawet 8 tys. lat temu.

### Chronologia ewolucji pisma chińskiego
- Powstanie pisma chińskiego – przynajmniej 4,5 tys. lat temu. Najstarszy zabytek pisma chińskiego znaleziono w starożytnych ruinach w Pingliangtai w prowincji Henan. Jest to czarny ceramiczny fragment kołowrotka z białymi znakami, liczący około 4500 lat.
- Napisy na kościach wróżebnych – inskrypcje na skorupach żółwi i kościach zwierzęcych wykonywane podczas procesu wróżenia w epoce Shang; ponieważ znaki ryto ostrym narzędziem, miały one proste, surowe kształty. Zidentyfikowano ok. 3 tys. znaków. W użyciu pojawiło się 3,5–3,2 tys. lat temu.
- Napisy na brązach – napisy na naczyniach z brązu pochodzących z epok Shang i Zhou; znaki mają łagodniejsze, choć wyraziste kształty. Pojawiają się kilkaset lat po inskrypcjach wróżebnych.
- Pismo wielkopieczęciowe – pismo używane w państwie Qin przed zjednoczeniem Chin, które stało się podstawą dla ujednoliconego systemu pisma w Cesarstwie Chińskim. Powstało w ok. VIII w. p.n.e. Jego znaki ryto za pomocą rylca na paskach wygładzonego bambusa. Pod koniec epoki Zhou wynaleziono pędzel pisarski, którym pisano na bambusie, jak i na jedwabiu.
- Pismo małopieczęciowe – ujednolicone, ozdobne pismo wprowadzone po zjednoczeniu Chin za rządów Qin Shi Huangdi, czyli pierwszego cesarza w III w. p.n.e.
- Pismo kancelaryjne – wprowadzone do szerokiego użytku u schyłku Zachodniej Dynastii Han. Od niego wywodzą się kolejne odmiany pisma. Pojawiło się równolegle z pismem małopieczęciowym w III w. p.n.e., ale było bardziej dopasowane do pisania pędzlem. Niedługo po jego wprowadzeniu wynaleziono papier, który zastąpiły dotychczasowe materiały. Ważniejsze teksty ryto w kamieniu według wzoru wykaligrafowanego na papierze.

Uwaga: Pismo kancelaryjne kończy ewolucję pisma chińskiego jako systemu znaków (aż do uproszczenia w latach 1950.); poniższe kategorie to zasadniczo style kaligraficzne:
- Pismo trawiaste – ozdobny, uproszczony styl pisma stosowany w kaligrafii od ok. I-II wieku.
- Pismo bieżące – odmiana uproszczona, pośrednia między pismem trawiastym i kancelaryjnym, powstała ok. I-II wieku.
- Pismo wzorcowe – obowiązująca do dziś odmiana chińskiego pisma, utrwalona w VII w. za czasów dynastii Tang.

|                               |                   |                         |                       | 馬                          | 马                |
| Napisy na kościach wróżebnych | Napisy na brązach | Pismo wielkopieczęciowe | Pismo małopieczęciowe | Pismo wzorcowe i tradycyjne | Pismo uproszczone |

### Historyczne rodzaje pisma oparte na piśmie chińskim

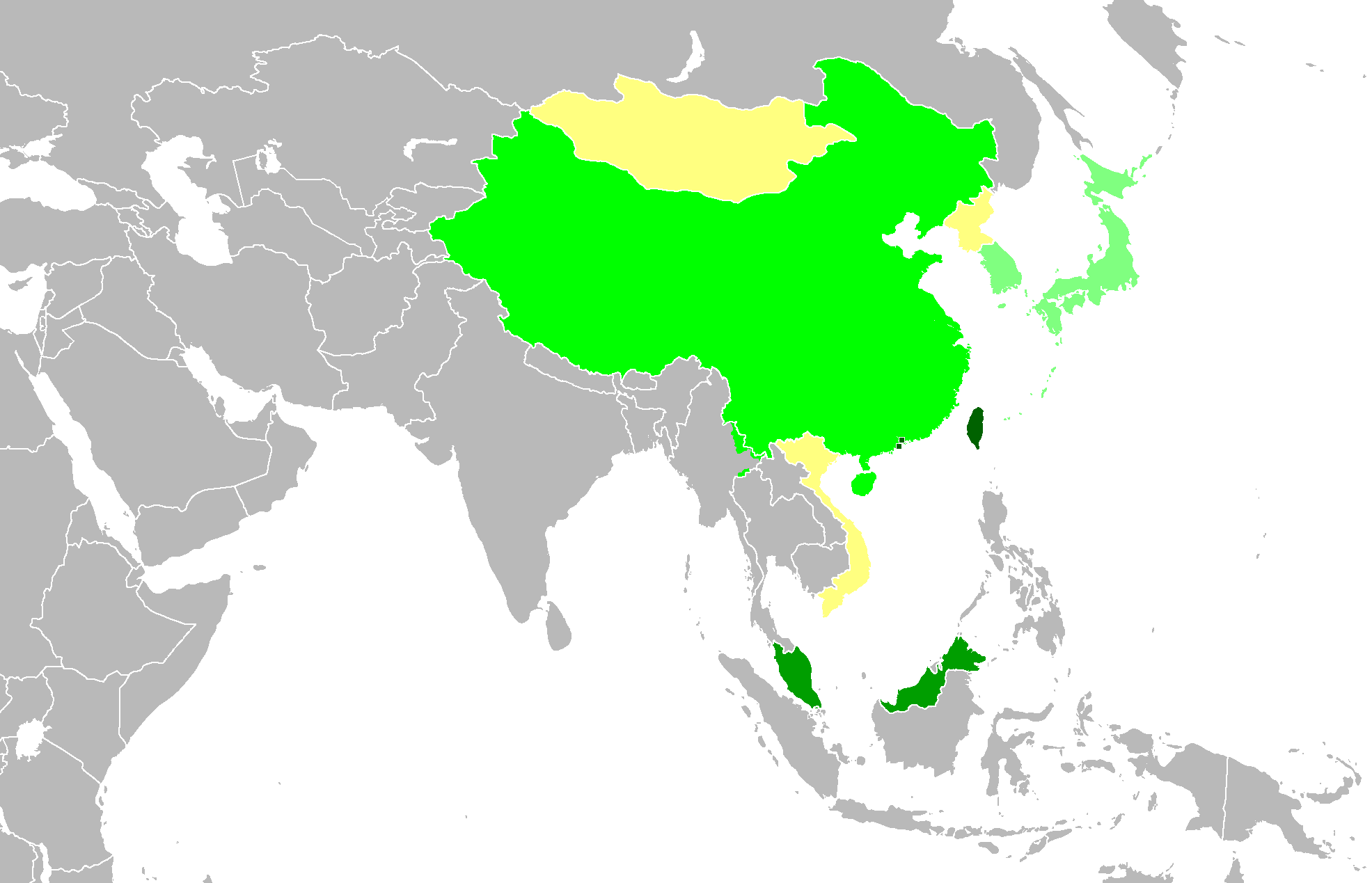
Geograficzno-kulturowy zasięg pisma chińskiego obejmuje m.in. dzisiejszą Mongolię, Półwysep Koreański, Singapur, Tajwan, Wietnam i Wyspy Japońskie.

- Chữ nôm – pismo piktofonetyczne oparte na wymowie wietnamskiej, używane w północnym Wietnamie w XIV-XX wieku.
- pismo kitańskie – używane przez lud Kitanów, który panował nad północą Chin w X-XII w.
- Pismo dżurdżeńskie – używane przez Dżurdżenów, którzy w XII wieku opanowali północne Chiny.
- Pismo tanguckie – pismo tanguckiego państwa Xixia leżącego w środkowym biegu Huang He, zniszczonego w XIII w. przez Czyngis Chana.
- Nüshu – jedyne na świecie pismo kobiet, używane w kilku powiatach w Środkowych Chinach. Ostatnia użytkowniczka zmarła w 2004 r.

## Pismo a języki chińskie
W przeszłości pismo chińskie używane było do zapisu następujących języków:
- język starochiński
- język średniochiński
- klasyczny język chiński
- baihua

### Dyglosja i znaki regionalne
Pismo chińskie służy do zapisywania dziesiątków różnorodnych współczesnych chińskich języków. Jednak zapis większości z nich stosowany jest niemal wyłącznie w publikacjach językoznawczych, a ich użytkownicy korzystają w formie pisanej z opartego na języku ogólnonarodowym języka literackiego, który często bardzo się różni od potocznego języka używanego na co dzień. Taka dwujęzyczność jest określana jako dyglosja. Mimo prowadzonej od pół wieku nauki w szkołach, w języku ogólnonarodowym mówi mniej, niż 60% społeczeństwa.
W piśmie chińskim specyficzne regionalizmy z dialektów/języków zapisuje się czasem odrębnymi znakami, które przy zapisie języka ogólnonarodowego nie są używane. Aż kilkaset takich znaków używa się przy zapisie języka kantońskiego, który jest najczęściej używanym na piśmie chińskim językiem innym niż język literacki, przede wszystkim w Hongkongu. Dla użytkownika ogólnonarodowego języka chińskiego tekst kantoński może być w wielu miejscach niezrozumiały. Z tego też powodu powstała odrębna Kantońska Wikipedia.

### Znaki a pismo alfabetyczne
Niektóre dialekty/języki mają również zlatynizowaną formę zapisu. Najlepszym przykładem jest tu język minnański, który doczekał się również swojej wersji Wikipedii.
Hanyu pinyin, latynizacja języka ogólnonarodowego, pełni jednak tylko funkcje pomocnicze w słownikach, podręcznikach dla dzieci i cudzoziemców, oraz przy romanizacji chińskich nazw i nazwisk. Dzieje się tak dlatego, że w języku ogólnonarodowym występuje dużo więcej homofonów, niż w przypadku minnańskiego, bo w toku ewolucji języki mandaryńskie utraciły większość spółgłosek w wygłosie. Z tej też przyczyny, tekst w pinyinie jest zbyt wieloznaczny, a Chiny raczej nie porzucą swojego skomplikowanego systemu pisma, co kilkakrotnie planowano, żeby zmniejszyć stopień analfabetyzmu. Jako dowód na problematyczność latynizacji języka chińskiego jest przytaczany wiersz O Shi Shi, który jadał lwy.

## Historyczna, psychologiczna i społeczna rola pisma

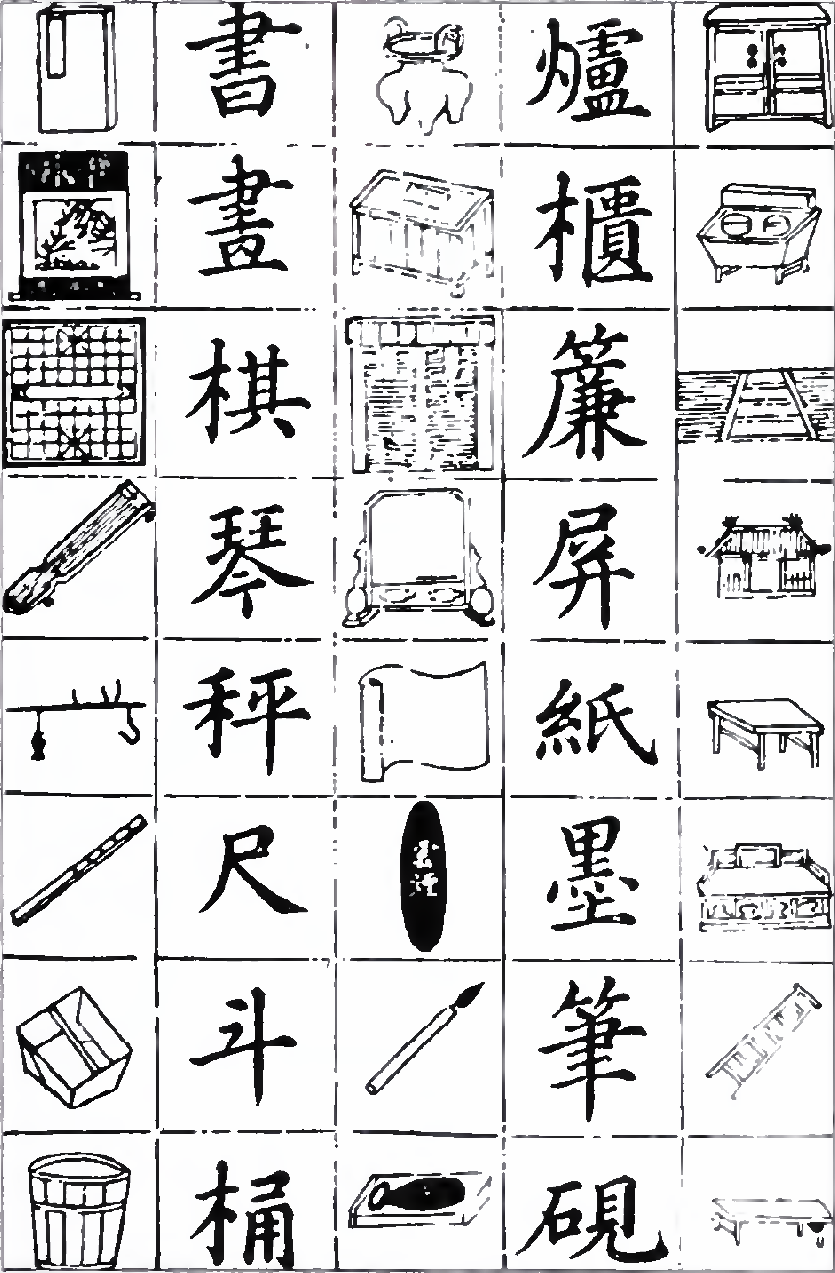
Fragment chińskiego elementarza z 1436 r.; w środkowym rzędzie od dołu widać kolejno kamień pisarski (硯), pędzel (筆), tusz (墨) i papier (紙), czyli cztery skarby gabinetu.

- Rola unifikacyjna. Uważa się, że zunifikowane pismo – takie samo niezależnie od dialektu/języka użytkownika – ułatwiło zarządzanie krajem o rozmiarach porównywalnych z Europą i znacznie od niej ludniejszym. O ile Cesarstwo rzymskie rozpadło się na szereg państw, a z łaciny wyewoluował szereg odrębnych języków, o tyle Chiny – mimo silnych tendencji regionalistycznych – nadal pozostają jednym państwem, w którym obowiązuje jeden rodzaj pisma, wyjąwszy systemy używane przez mniejszości narodowe, np. pismo dongba.
- Wpływ na ewolucję języka. Brak silnego związku z brzmieniem języka w mniejszym stopniu niż alfabet ograniczał ewolucję języka mówionego. Stąd m.in. różnice między współczesnymi chińskimi dialektami i językami.
- Pismo a praca mózgu i nauka Według niektórych badań neurofizjologicznych używanie chińskiego pisma angażuje – w przeciwieństwie do pisma alfabetycznego – obie półkule mózgowe, co ma się przyczyniać m.in. do niewielkiej przewagi w testach IQ, którą osiągają Chińczycy w porównaniu z Europejczykami[8]. Marshall McLuhan i część historyków uważa, że alfabet, który jest zbudowany na zasadzie analitycznej, przyczynił się do rozwoju zachodniej nauki. Pismo chińskie, traktujące wyrazy i pojęcia holistycznie, miało za to przekładać się na holizm chińskiej filozofii i hamować rozwój analitycznej nauki (patrz też: Wielkie Pytanie Needhama).
- Pismo a zapamiętywanie. Trudny proces nauki pisma chińskiego wyrabia pamięć. Niektórzy badacze uważają, że dzięki temu wykształceni Chińczycy przeciętnie osiągają lepsze wyniki w zadaniach pamięciowych od użytkowników pisma alfabetycznego.
- Analfabetyzm. W Chinach ok. 15% osób powyżej 15 roku życia (szacunek UNESCO z 2000 r.) to analfabeci. Nie są oni kompletnymi analfabetami, bo mogą znać nawet kilkadziesiąt czy nawet kilkaset podstawowych znaków, m.in. cyfr, są jednak nimi według standardów chińskich. Przyczyną jest brak równego dostępu do szkół, szczególnie na wsi. Chociaż jest on zagwarantowany w konstytucji ChRL, to wielu ubogich rodzin na wsi nie stać na zakup przyborów szkolnych, opłacenie dojazdu i utrzymywanie nieproduktywnej osoby w gospodarstwie. Rozwiązaniem tego problemu zajmuje się Projekt Nadzieja (希望工程), w myśl którego ofiarodawca może jednemu dziecku pokryć roczny koszt nauki.
- Poziomy znajomości pisma. Biorąc pod uwagę liczbę znaków współczesnych i historycznych, chińskiego pisma nie można się nauczyć w całości, tak jak alfabetu. Użytkowników pisma chińskiego cechuje różny stopień „alfabetyzmu”, tzn. im osoba bardziej wykształcona, tym więcej zna znaków. Zjawisko to przekłada się m.in. na prasę i rynek wydawniczy. Chińskie „bulwarówki” i popularne publikacje starają się ograniczać pulę używanych znaków do ok. 3 – 5 tys.

## Pismo a druk
Pierwsze masowe odbitki tekstów wykonywano w Chinach już od VIII wieku z kamiennych tablic techniką estampażu. Po wynalezieniu druku ok. VII w. n.e. zaczęto drukować teksty z matryc drzeworytniczych. Zapotrzebowanie, szczególnie na teksty religijne (w tym – zaklęcia), było ogromne. Wysiłek wykonywania matryc się opłacał, bo niektóre publikacje już w VIII i IX wieku osiągały nakład setek tysięcy, a nawet miliona egzemplarzy.
W latach 1041–1048 kowal nazwiskiem Bi Sheng wynalazł ruchomą czcionkę, którą wypalał z gliny. Na początku XIV wieku urzędnik z epoki Yuan, Wang Zhen, użył jako pierwszy czcionki drewnianej (do druku swego Traktatu o rolnictwie). Razem z czcionkami z nowego materiału Wang wymyślił system ich sortowania i klasyfikowania. Niedługo później zaczęto używać czcionek z brązu. Metalowe ruchome czcionki osiągnęły najwyższy rozkwit na początku XV wieku w Korei.
Uważa się, że ruchoma czcionka nie wywołała w Chinach takiej rewolucji jak w Europie, bo ze względu na liczbę znaków korzystanie z niej było niewiele mniej pracochłonne, niż przygotowanie litej matrycy z całą stroną tekstu. Spekuluje się, że do Europy wynalazek trafił zapewne za pośrednictwem Mongołów, lub poprzez Bliski Wschód; np. w Persji pod koniec XIII wieku drukowano chińską metodą papierowe pieniądze. W połowie XV wieku druk ruchomą czcionką wynalazł niezależnie od wcześniejszych chińskich pomysłów Johannes Gutenberg (patrz: Historia druku).

## Wikipedia w językach chińskich
- Wikipedia w standardowym języku mandaryńskim – Od października 2002 r.; początkowo istniały odrębne wersje w piśmie tradycyjnym i uproszczonym. Dla dobra projektu, żeby nie dopuścić do powstawania dwu nieskoordynowanych wersji haseł, podjęto decyzję o połączeniu obu tych wersji i wprowadzono automatyczną konwersję między obiema formami pisma. Ponieważ jednak Wikipedia, jako niezależne źródło informacji, jest blokowana przez komunistyczne władze ChRL, czytanie Wikipedii w Chinach wymaga korzystania z oprogramowania obchodzącego państwowe blokady (patrz: Cenzura Internetu w ChRL).
- Wikipedia po minnańsku – otwarta wiosną 2006 r.
- Wikipedia po kantońsku – otwarta latem 2006 r.
- Wikipedia w języku klasycznym – otwarta jesienią 2006 r.; klasyczny pełni w Chinach mniej więcej taką rolę, jak w Europie łacina.